# Monte Zucchero
Monte Zucchero (phát âm tiếng Ý: [ˈmonte dˈdzukkero]) là một ngọn núi thuộc dãy Alpes lépontines của Thụy Sĩ. Ngọn núi nằm giữa Bignasco và Sonogno thuôc bang Ticino. Monte Zucchero là đỉnh cao nhất trên dãy phía nam của Passo di Redorta, đạt độ cao 2.735 mét so với mực nước biển, phân cách Valle Maggia và Valle Verzasca.